# Roy Billing
Roy Harwood Billing (1947) es un actor de cine y televisión neozelandés.

## Biografía
Roy está casado con Linda Tizard. Tiene dos hijos, Kelly Billing y Simon Billing; su hijo murió el 26 de octubre de 1995 a los 20 años, después de que se suicidara tirándose de la planta alta de un edificio. Simon sufría de síntomas de esquizofrenia.
En el 2009 Roy fue reconocido como "Miembro del Paseo de la Fama de Australia" por su carrera en cine y televisión.

## Carrera
En el 2008 apareció en la serie australiana All Saints donde interpretó a Darryl Hornby, durante el episodio "Out on a Limb". Anteriormente apareció en la serie en el 2004 donde interpretó a Murray Blackwood durante los episodios "Benefit of the Doubt" y "Odd Couples" y antes interpretó a Barry Croft en 1998 durante el episodio "Goodnight Sweetheart".
En el 2009 se unió al elenco principal de la serie Underbelly: A Tale of Two Cities donde interpretó al criminal Robert "Aussie Bob" Trimbole, socio del narcotraficante Terry "Mr. Asia" Clark (Matthew Newton).
En el 2010 se unió al elenco principal de la serie Cops: L.A.C. donde interpretó al Sargento Mayor Graeme Sinclair, Graeme murió luego de recibir un disparo en el pecho durante una operación. 
En el 2011 interpretó de nuevo al criminal Robert "Aussie Bob" Trimbole, esta vez en la película para la televisión Underbelly Files: Infiltration.
En el 2012 apareció nuevamente en la serie dramática Rake donde interpretó al juez Jordan en el episodio "R vs Mohammed", su primera aparición en la serie fue en el 2010 donde interpretó a Jordan durante el episodio "R vs Dana".
En el 2013 se unió al elenco de la serie Agent Anna donde interpreta al vendedor Clinton Walker el dueño de Eden Realty y exesposo de Sandi Wright (Theresa Healey).
En el 2016 se anunció que Roy se había unido al elenco de la miniserie House of Bond.

## Filmografía

### Series de televisión
| Año             | Serie                                | Personaje                           | Notas                                     |
| --------------- | ------------------------------------ | ----------------------------------- | ----------------------------------------- |
| 2017 - presente | Sisters                              | Ron                                 | -                                         |
| 2017            | House Husbands                       | Bernie                              | ep #5.2                                   |
| 2017            | House of Bond                        | Doozer Hughes                       | 2 episodios - miniserie                   |
| 2016            | Jack Irish                           | Harry Strang                        | 6 episodios                               |
| 2016            | Here Come the Habibs!                | Alan                                | episodio "The Brangelina of Bayview Road" |
| 2010 - 2016     | Rake                                 | Juez Jordan                         | 4 episodios                               |
| 2013 - 2016     | Agent Anna                           | Clinton Walker                      | 16 episodios                              |
| 2013 - 2014     | Wonderland                           | Peter Varvaris                      | 4 episodios                               |
| 2014            | It's a Date                          | Roland                              | episodio "Do Set-Up Dates Work?"          |
| 2012            | Micro Nation                         | Narrador                            | episodio "Meet Pullamawang"               |
| 2012            | Hounds                               | David                               | episodio # 1.1                            |
| 2010            | Cops: L.A.C.                         | Oficial Graeme Sinclair             | 13 episodios                              |
| 2009            | Underbelly: A Tale of Two Cities     | Robert "Aussie Bob" Trimbole        | 13 episodios                              |
| 2009            | Chandon Pictures                     | Celebrante                          | episodio "The Lifestyle"                  |
| 2008            | All Saints                           | Darryl Hornby                       | episodio "Out on a Limb"                  |
| 2008            | Packed to the Rafters                | Ron Barrett                         | 3 episodios                               |
| 2008            | Out of the Blue                      | Mr. Holt                            | episodio # 1.3                            |
| 2006            | Two Twisted                          | -                                   | episodio "Von Stauffenberg's Stam"        |
| 2006            | Thank God You're Here                | Parte del Elenco                    | episodio # 1.7                            |
| 2001 - 2006     | Blue Heelers                         | Oficial Ian Goss                    | 5 episodios                               |
| 2006            | HeadLand                             | Col                                 | 5 episodios                               |
| 2005            | The Secret Life of Us                | Frank                               | episodio "Dead Man Walking"               |
| 2003            | Fat Cow Motel                        | Bill Butler                         | 13 episodios                              |
| 2003            | The Strip                            | Douglas Collins                     | 8 episodios                               |
| 2002 - 2003     | Always Greener                       | Eddie McGill                        | 4 episodios                               |
| 2002            | Don't Blame the Koalas               | Director                            | 4 episodios                               |
| 2002            | Bad Cop, Bad Cop                     | Asistente Comisionado "Pud" Tugwell | 2 episodios                               |
| 2002            | Dossa and Joe                        | Charlie                             | episodio # 1.5                            |
| 2000            | Variety Show at the End of the World | -                                   | episodio "War"                            |
| 1999            | Dog's Head Bay                       | Franco Poreini                      | 3 episodios                               |
| 1998            | Wildside                             | Kennedy                             | 2 episodios                               |
| 1998            | Murder Call                          | Harry Polding                       | episodio "Cold Comfort"                   |
| 1997            | Big Sky                              | Camarero/Bob                        | episodio "Dark Horses"                    |
| 1997            | Water Rats                           | Stan                                | episodio "Fireworks"                      |
| 1995 - 1996     | Home and Away                        | John Clinton                        | 7 episodios                               |
| 1995            | Mission Top Secret                   | Superintendente Burke               | 3 episodios                               |
| 1994            | Over the Hill                        | Pequeño Bob                         | -                                         |
| 1993            | Time Trax                            | Mr. Miller                          | episodio "Photo Finish"                   |
| 1993            | Minder                               | Davis                               | episodio "For a Few Dollars More"         |
| 1992            | A Country Practice                   | James Deeko                         | episodio "Nothing But the Truth: Part 1"  |
| 1992            | G.P.                                 | Bob Otranto                         | episodio "The Limits of Friendship"       |
| 1992            | Hey Dad..!                           | Doctor MacLean                      | episodio "Break a Leg"                    |
| 1991            | Hampton Court                        | Liki Colloudos                      | 13 episodios                              |
| 1991            | Police Rescue                        | Myer                                | episodio "Reunion with Snake"             |
| 1984            | Inside Straight                      | George McClean                      | -                                         |
| 1994            | Children of the Dog Star             | Donald Kierney                      | 6 episodios - miniserie                   |
| 1983            | An Age Apart                         | Pasajero                            | episodio # 1.1                            |
| 1981            | Under the Mountain                   | Wilberforce Family                  | 5 episodios                               |

### Películas
| Año  | Título                                     | Personaje                   | Notas                                                                          |
| ---- | ------------------------------------------ | --------------------------- | ------------------------------------------------------------------------------ |
| 2023 | El amor está en el aire                    | Jeff                        | junto a Delta Goodrem y Joshua Sasse                                           |
| 2016 | Beast No More                              | Gus                         | junto a Jessica Tovey, Dan Ewing, Dean Kyrwood y Joel Franco                   |
| 2015 | Manny Lewis                                | Lyle                        | junto a Carl Barron, Leeanna Walsman, Cheree Cassidy y Damien Garvey           |
| 2014 | Jack Irish: Dead Point                     | Harry Strang                | junto a Guy Pearce, Marta Dusseldorp, Vince Colosimo y Kat Stewart             |
| 2013 | Mystery Road                               | -                           | junto a Hugo Weaving, Ryan Kwanten, Robert Mammone & Samara Weaving            |
| 2012 | Cliffy                                     | Wally                       | junto a Gyton Grantley, Stephen Curry, Krew Boylan & Kevin Harrington          |
| 2012 | Jack Irish: Black Tide                     | Harry Strang                | junto a Guy Pearce, Emma Booth, Shane Jacobson & Alexandra Schepisi            |
| 2012 | Jack Irish: Bad Debts                      | Harry Strang                | junto a Guy Pearce, Anthony Hayes, Marshall Napier & Fletcher Humphrys         |
| 2011 | Swerve                                     | Buen Samaritano             | junto a Emma Booth, David Lyons, Vince Colosimo & Robert Mammone               |
| 2011 | A Heartbeat Away                           | George                      | junto a Isabel Lucas, Tammy MacIntosh, Colin Friels & Mark Furze               |
| 2011 | Underbelly Files: Infiltration             | Robert Trimbole             | junto a Sullivan Stapleton, Colin McLaren, Valentino del Toro & Jessica Napier |
| 2010 | The Chronicles of Narnia: The Voyage of... | Jefe Dufflepud              | junto a Georgie Henley, Skandar Keynes, Ben Barnes & Billie Brown              |
| 2009 | Charlie & Boots                            | Roly                        | junto a Paul Hogan, Deborah Kennedy, Morgan Griffin & Shane Jacobson           |
| 2009 | Boundless                                  | Padre                       | corto - junto a Emma Brodie, Anthony Gee & Lynette Curran                      |
| 2009 | Dear Diary                                 | Arthur                      | corto - junto a Grant Dodwell, May Lloyd & Wendy Strehlow                      |
| 2009 | Benefit                                    | Padre                       | corto - junto a Kathryn Beck, Andrew Hazzard, Denise Roberts & Craig Walker    |
| 2008 | $9.99                                      | Marcus Portman              | junto a Josef Ber, Joel Edgerton, Samuel Johnson & Anthony LaPaglia            |
| 2008 | Valentine's Day                            | Kevin Flynn                 | junto a Freya Stafford, Simon Lyndon, Rhys Muldoon & Jacinta Stapleton         |
| 2008 | Mirror Mirror                              | Joe/Jana                    | cortometraje                                                                   |
| 2007 | Boys Own Story                             | Tío Charlie                 | corto - junto a Malcolm Kennard, Paul Livingston & Denise Roberts              |
| 2007 | Unfinished Sky                             | Royce                       | junto a Bille Brown, William McInnes, David Field & Sam Cotton                 |
| 2007 | The Rose of Ba Ziz                         | El Gran Whiz                | corto - junto a Hugo Weaving, Sam Worrad & Tony Llewellyn-Jones                |
| 2007 | Jackie Jackie                              | Mr. Chuck                   | junto a Tempany Deckert & Wayne Blair                                          |
| 2007 | Spike Up                                   | Steve Barker                | corto - junto a Marcus Graham, Jake Chamberlin & Mark Constable                |
| 2007 | Razzle Dazzle: A Journey into Dance        | Arthur Rudd                 | junto a Ben Miller, Kerry Armstrong, Denise Roberts, Tara Morice & Jane Hall   |
| 2006 | The Bet                                    | George                      | junto a Matthew Newton, Aden Young, Sibylla Budd & Alyssa McClelland           |
| 2006 | Aquamarine                                 | Abuelo Bob                  | junto a Emma Roberts, JoJo, Sara Paxton, Bruce Spence & Julia Blake            |
| 2005 | Small Claims: White Wedding                | Ron Duffy                   | junto a Rebecca Gibney, Claudia Karvan & Alyssa McClelland                     |
| 2005 | A Very Barry Christmas                     | Barry Buckley               | junto a Michael Lamport, Aaron Pedersen, Colin Mochrie & Jacqueline Pillon     |
| 2005 | Hell Has Harbour Views                     | Kevin Fields                | junto a Matt Day, Peter O'Brien, Lisa McCune, Steve Bisley & Freya Stafford    |
| 2004 | Thunderstruck                              | Tiny                        | junto a Sam Worthington, Ryan Johnson, Callan Mulvey & Stephen Curry           |
| 2004 | Strange Bedfellows                         | Fred Coulson                | junto a Michael Caton, Paula Duncan, Rob Carlton & Kestie Morassi              |
| 2003 | Skin & Bone                                | Tupper                      | junto a Antony Starr, Charles Mesure & Sarah McLeod                            |
| 2002 | Black and White                            | Detective Sgto. Turner      | junto a Robert Carlyle, Kerry Fox, Colin Friels & Ben Mendelsohn               |
| 2002 | Rabbit-Proof Fence                         | Inspector de Policía        | junto a Kenneth Branagh, Everlyn Sampi, Tianna Sansbury & Jason Clarke         |
| 2001 | When Good Ghouls Go Bad                    | Major Churney               | junto a Christopher Lloyd, Tom Amandes, Brittany Byrnes & Brendan McCarthy     |
| 2000 | The Magic Pudding                          | Tom Bluegum                 | junto a Sam Neill, Hugo Weaving, John Cleese, Geoffrey Rush & Toni Collette    |
| 2000 | The Dish                                   | Major Robert "Bob" McIntyre | junto a Sam Neill, Roz Hammond, Bille Brown, Colette Mann & Bernard Curry      |
| 1999 | Erskineville Kings                         | Oficial de Tiquet           | junto a Hugh Jackman, Joel Edgerton & Roxane Wilson                            |
| 1999 | Siam Sunset                                | Bill Leach                  | junto a Linus Roache, Ian Bliss, Danielle Cormack & Victoria Hill              |
| 1999 | Passion                                    | John Perring Jr.            | junto a Richard Roxburgh, Barbara Hershey, Claudia Karvan & Linda Cropper      |
| 1998 | A Little Bit of Soul                       | Juez                        | junto a Geoffrey Rush, David Wenham, Frances O'Connor & Richard Roxburgh       |
| 1997 | Thank God He Met Lizzie                    | Ron                         | junto a Richard Roxburgh, Cate Blanchett & Frances O'Connor                    |
| 1997 | Doing Time for Patsy Cline                 | Padre                       | junto a Richard Roxburgh, Miranda Otto, Matt Day & Tony Barry                  |
| 1996 | Children of the Revolution                 | Sargento de Policía         | junto a Judy Davis, Sam Neill, Richard Roxburgh & Geoffrey Rush                |
| 1996 | Freestyle                                  | Detective Grieve            | corto - junto a Mary-Lou Stewart, Monique Spanbrook & Greg Blandy              |
| 1995 | Swerve                                     | Empresario                  | cortometraje                                                                   |
| 1994 | The Roly Poly Man                          | Sidebottom                  | junto a Susan Lyons, Dan Wyllie, John Batchelor & Zoe Bertram                  |
| 1994 | Dallas Doll                                | Dave Harry                  | junto a Sandra Bernhard & Rose Byrne                                           |
| 1991 | Old Scores                                 | Frank O'Riordan             | junto a John Bach, Tony Barry & Robert Pugh                                    |
| 1991 | Gotcha                                     | Dueño de la Tienda          | corto - junto a Daniel D'Amico, Melissa Trovato & Barbara Magnolfi             |
| 1990 | Raider of the South Seas                   | Ted Grundy                  | junto a Martin Henderson, Dean O'Gorman, Andy Anderson & Richard Hanna         |
| 1989 | Zilch!                                     | Gary Hyde                   | junto a Andy Anderson, William Bullock & Eddie Campbell                        |
| 1987 | Queen City Rocker                          | Padre de Stacy              | junto a Matthew Hunter, Mark Pilisi, Kim Willoughby & Rebecca Saunders         |
| 1985 | Came a Hot Friday                          | Darkie Benson               | junto a Peter Bland, Phillip Gordon, Michael Lawrence & Marshall Napier        |
| 1984 | Iris                                       | John Wilkinson              | junto a Helen Morse, Philip Holder & Elizabeth McRae                           |
| 1984 | Other Halves                               | Harry Daniels               | junto a Lisa Harrow, Mark Pilisi & Temuera Morrison                            |
| 1983 | Nate and Hayes                             | Sudastador                  | junto a Tommy Lee Jones, Michael O'Keefe, Max Phipps & Jenny Seagrove          |
| 1983 | Strata                                     | Keith                       | junto a Nigel Davenport, John Banas, Judy Morris & Tom Brennan                 |
| 1982 | Beyond Reasonable Doubt                    | Oficial de la Corte         | junto a David Hemmings, John Hargreaves, Tony Barry & Marshall Napier          |
| 1982 | The Scarecrow                              | Mr. Potroz                  | junto a Jono Smith, Tracy Mann, Daniel McLaren & John Carradine                |
| 1980 | Sea Urchins                                | Sharky                      | junto a Rebecca Gibney & Ian Mune                                              |

### Narrador
| Año             | Serie        | Notas    |
| --------------- | ------------ | -------- |
| 2012 - presente | Micro Nation | narrador |

### Teatro[5]
| Año  | Obra                         | Personaje   | Director (a)   | Teatro              | Nota                                                                           |
| ---- | ---------------------------- | ----------- | -------------- | ------------------- | ------------------------------------------------------------------------------ |
| 2009 | Ruben Guthrie                | -           | Brendan Cowell | Belvoir St. Theatre | junto a Toby Schmitz                                                           |
| 2006 | Maralinga                    | -           | Wesley Enoch   | -                   | junto a Annie Maynard                                                          |
| 2006 | The United States of Nothing | -           | Stephen Sewell | Stables Theatre     | junto a Amelia Cormack, Katrina Foster & Kristian Schmid                       |
| 2005 | Colder Than Here             | -           | Anthony Weigh  | Belvoir St. Theatre | junto a Justine Clarke, Lynette Curran & Rita Kalnejais                        |
| 2005 | Her Master's Voice           | -           | Craig Ilott    | Belvoir St. Theatre | junto a Jack Finsterer, Meaghan Davies & Toby Schmitz                          |
| 2004 | Run Rabbit Run               | -           | Kate Gaul      | Belvoir St. Theatre | junto a Josef Ber, Wayne Blair & Tyler Coppin                                  |
| 2003 | The Daylight Atheist         | -           | -              | Belvoir St. Theatre | -                                                                              |
| 2001 | Cloudstreet                  | Sam Pickles | Neil Armfield  | Harvey Theatre      | junto a Marta Dusseldorp, Dan Wyllie, Wayne Blair, Travis McMahon & John Gaden |
| 1997 | After-Play                   | -           | -              | Marian St. Theatre  | junto a Judi Farr, Kerry McGuire & Henri Szeps                                 |
| 1997 | Death Defying Acts           | -           | John Krummel   | Marian St. Theatre  | junto a Neil Fitzpatrick, Rachel Gordon & John Hannan                          |
| 1996 | The Case                     | -           | Michael Wren   | Stables Theatre     | -                                                                              |
| 1994 | Tales of Dark Knitting       | -           | Bill Young     | Belvoir St. Theatre | junto a Susan Neil                                                             |
| 1992 | The Deal                     | -           | Joseph Uchitel | Ensemble Theatre    | junto a Peter Fisher, Peter Kowitz & Russell Newman                            |
| 1992 | Man of the Moment            | -           | Sandra Bates   | York Theatre        | junto a Matt Day, Denise Roberts & Michael Ross                                |
| 1992 | Other People's Money         | -           | Sandra Bates   | Ensemble Theatre    | junto a Victoria Campbell, Ivar Kants, Julie Herbert & Colin Taylor            |
| 1991 | The Boys Next Door           | -           | Sandra Bates   | Ensemble Theatre    | junto a David Kennedy, Michael Ross & Shane Withington                         |

## Premios y nominaciones
| Año  | Categoría                                                              | Premio                              | Serie/Película                   | Resultado |
| ---- | ---------------------------------------------------------------------- | ----------------------------------- | -------------------------------- | --------- |
| 2010 | Actor más espectacular                                                 | Silver Logie Award                  | Underbelly: A Tale of Two Cities | Nominado  |
| 2010 | -                                                                      | Motion Picture Association Award    | -                                | Ganó      |
| 2009 | Mejor actor principal en un drama de televisión                        | AFI Award                           | Underbelly: A Tale of Two Cities | Ganó      |
| 2008 | Mejor contribución por una persona de más de 55 a un corto australiano | Movie Channels Network Talent Award | Mirror Mirror                    | Ganó      |
| 2007 | Mejor corto                                                            | AFI Award                           | Spike Up                         | Ganó      |
| 2001 | Mejor actor de soporte - Hombre                                        | FCCA Award                          | The Dish                         | Nominado  |
| 2000 | Mejor actor de soporte - Hombre                                        | FCCA Award                          | Siam Sunset                      | Nominado  |
| 1999 | Mejor interpretación por un actor en un rol de soporte                 | AFI Award                           | Siam Sunset                      | Nominado  |
| 1992 | Mejor actor de soporte                                                 | New Zealand Film Award              | Old Scores                       | Ganó      |
| 1985 | Mejor actor para liderar en una serie dramática de la televisión       | New Zealand Feltex Award            | Inside Straight                  | Ganó      |